# Abdelkarim Kissi
Abdelkarim (Karim) Kissi (Arabisch: عبد الكريم قيسي) (Oujda, 5 mei 1980) is een Marokkaans gewezen voetballer die bij voorkeur als middenvelder speelde.

## Clubcarrière
Kissi speelde in zijn geboorteland voor Mouloudia Oujda en Maghreb Fez alvorens Roebin Kazan hem in januari 2002 naar Europa haalde. In zijn eerste seizoen werd de club meteen kampioen in de Russische eerste divisie en promoveerde hierdoor naar de Premjer-Liga. In januari 2005 vertrok hij naar Bulgarije om aan de slag te gaan bij Litex Lovetsj.
Op 26 augustus 2005 tekende Kissi een contract tot medio 2007 bij sc Heerenveen. De 24-voudig international kwam bij sc Heerenveen in beeld tijdens een oefenwedstrijd op 26 juli tegen zijn club Litex Lovech. Hij maakte op 10 september 2005 zijn debuut in de Eredivisie in de met 1−2 verloren uitwedstrijd tegen Heracles Almelo. Hij speelde ook twee wedstrijden voor de UEFA Cup 2006/07. Beide wedstrijden waren in de groepsfase; tegen Dinamo Boekarest (0−0) en tegen CSKA Moskou (0−0).
In zijn tweede seizoen bij de Friezen moest hij genoegen nemen met een rol als reserve en speelde hij slechts 8 wedstrijden. In november van dat jaar gaf hij aan te willen vertrekken bij de club. Op 6 december 2006 werd zijn vertrek via de officiële kanalen bekendgemaakt.
De transfervrije middenvelder liep vervolgens stage bij onder meer Krylja Sovetov Samara, SV Wacker Burghausen en Lierse SK, maar zonder succes. In februari 2007 ging hij meetrainen bij de amateurs van MSC-Antaris. Begin maart kreeg hij toestemming om wedstrijden te spelen voor de amateurclub nadat hij overschrijving had aangevraagd. Een maand later vertrok hij naar het Bulgaarse Beroe Stara Zagora en keerde zodoende weer terug in het betaalde voetbal.
In de zomer van 2007 vertrok Kissi naar Cyprus waar hij achtereenvolgens speelde voor Enosis Neon Paralimni, Apollon Limasol, AEK Larnaca, Ermis Aradippou en Ethnikos Achna. In januari 2013 keerde hij terug in zijn geboorteland om aan de slag te gaan bij Wydad de Fès, uitkomend op het hoogste niveau. Hierna speelde hij nog voor de kleinere clubs Mouloudia Oujda en US Témara.

## Interlandcarrière
Kissi speelde 34 interlands namens het Marokkaans voetbalelftal. Hij was onderdeel van de ploeg die de finale haalde van het Afrikaans kampioenschap van 2004.